# Sčítání lidu v českých zemích před moderní érou

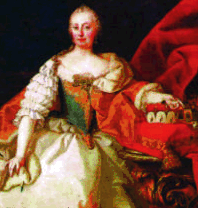
Císařovna Marie Terezie

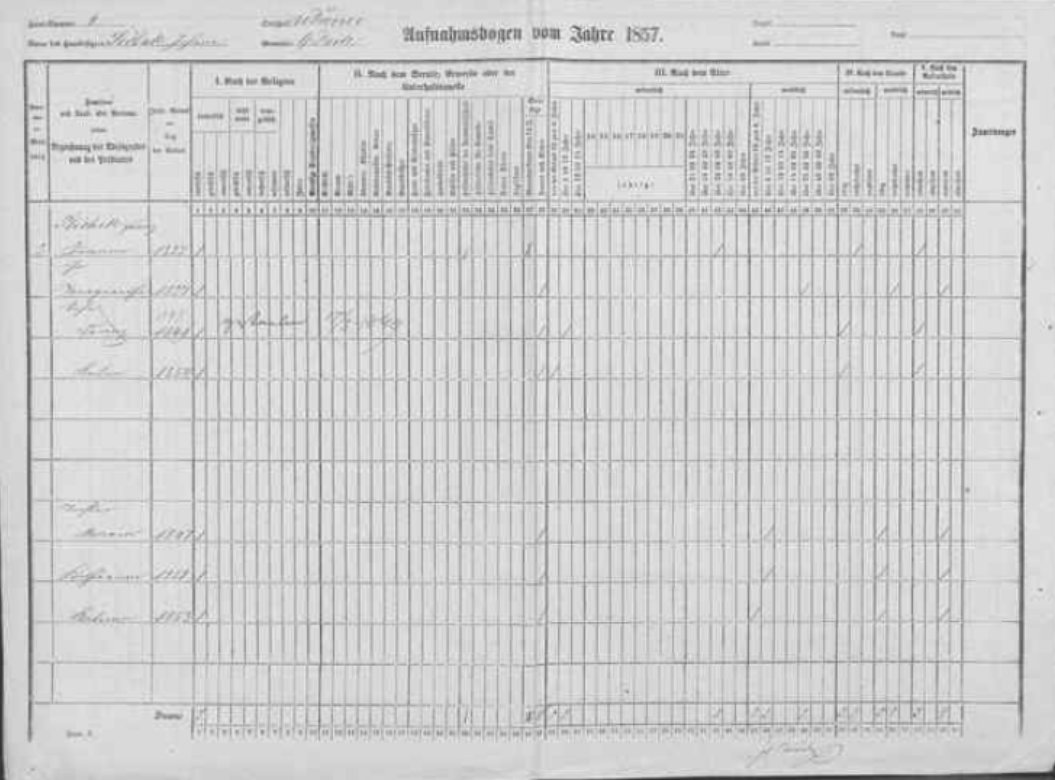
Sčítací operát Nové Dvory, sčítání lidu 1857

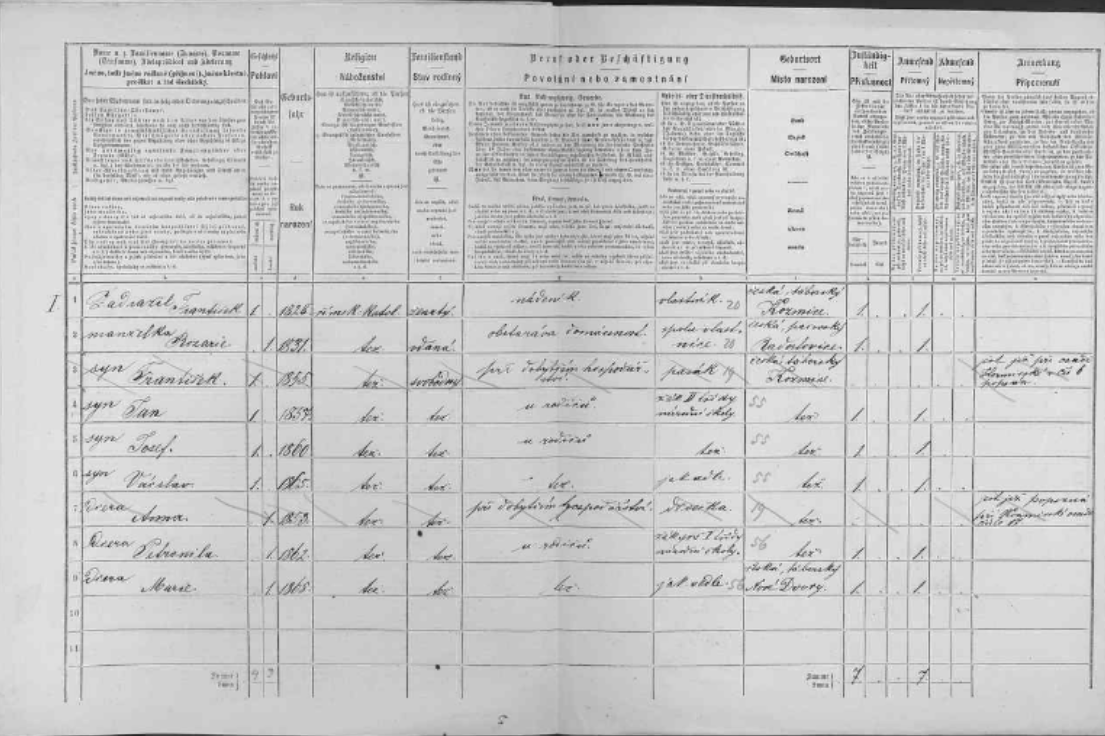
Sčítací operát Nové Dvory, sčítání lidu 1869

Sčítání patří k nejstarším statistickým akcím vůbec. Na území, jenž přibližně odpovídá současnému Česku, se soupisy obyvatel uskutečnily již ve středověku, kdy byly prováděny k vojenským a daňovým účelům. Zpočátku tedy zahrnovaly pouze část populace.

## Předchůdci moderního sčítání obyvatelstva v českých zemích

### 1058
Za vůbec nejstarší dochovaný soupis na českém území je považován soupis majetku litoměřické kapituly z roku 1058, který je součástí její zakládací listiny, vydané knížetem Spytihněvem II.

### 1754
Za významný mezník pak lze označit datum 13. října 1753, kdy byl vydán patent císařovny Marie Terezie o každoročním sčítání lidu – novou kapitolu v historii sčítání obyvatelstva v habsburské monarchii zahájilo sčítání provedené v roce 1754. Poprvé se konalo současně a jednotně na celém území soustátí. Soupis mělo nejprve provést duchovenstvo podle farností, posléze bylo rozhodnuto, že souběžně se uskuteční i sčítání zajišťované vrchností a jeho obsah bude rozšířen o soupis domů a o hospodářskou charakteristiku majitele domu. Sčítání konané v roce 1754 bylo výjimečným počinem. Soupisy z 60. let 18. století, i když umožňují poprvé stanovit hustotu osídlení podle krajů a poskytují některé další informace o sociálním složení obyvatel, byly vcelku neúspěšné. Stoupající míra obav z rostoucích daní, odpor šlechty proti centralistickým snahám dvora, k němuž se postupně přidávala i církevní hierarchie, vedly k četným zkreslením.

### 1777
V tomto roce byl vydán nový konskripční patent, který se s mírnými změnami a odchylkami stal základem soupisů až do roku 1851. Opět bylo zachyceno veškeré přítomné obyvatelstvo, i když nadále bylo detailnější třídění podle sociálního postavení a věku prováděno pouze u mužů. Od 80. let 18. století byly na panstvích (později v obcích) a městech založeny tzv. populační knihy, v nichž byla zachycena zvlášť každá rodina se všemi členy domácnosti; případné změny (úmrtí, narození atd.) byly do těchto knih zanášeny na základě ohlašovací povinnosti hlavy rodiny.

### 1851
Konskripcí provedenou v roce 1851 končí souvislá řada soupisů domácího obyvatelstva na našem území.

### 1857
V roce 1857 se uskutečnilo sčítání lidu, které je označováno jako přechod mezi soupisy obyvatel a moderními sčítáními lidu. Konalo se poprvé k jednomu dni 31. 10. 1857, a to podle císařského nařízení z 23. března 1857 č. 67.

### 1869
Další významnou etapu v novodobých dějinách sčítání lidu v Rakousku zahájil zákon přijatý v roce 1869. Na jeho základě bylo na začátku roku 1870 provedeno sčítání lidu, které zachytilo stav ke dni 31. 12. 1869. Podle něj žilo v zemích Koruny české 7 684 291 osob.
Jednalo se o první Sčítání po vzniku nového soustátí způsobeného přeměnou Rakouského císařství na Rakousko-Uherskou monarchii v roce 1867. Od tohoto sčítání lidu se všechny následující konaly již pravidelně každých deset let.